# Studzieniec (Korsze)
Studzieniec (deutsch Wormen) ist ein Dorf in der polnischen Woiwodschaft Ermland-Masuren. Es gehört zur Gmina Korsze (Stadt- und Landgemeinde Korschen) im Powiat Kętrzyński (Kreis Rastenburg).

## Geographische Lage
Studzieniec liegt in der nördlichen Mitte der Woiwodschaft Ermland-Masuren, sechs Kilometer nordwestlich von Korsze (deutsch Korschen) und 24 Kilometer nordwestlich der Kreisstadt Kętrzyn (Rastenburg).

## Geschichte
Wormen war bis ins 19. Jahrhundert in zwei eigenständige Verwaltungseinheiten unterteilt: das Gut Wormen, vor 1871 auch Adlig Wormen genannt, und 600 Meter nordöstlich davon gelegen die – eigentlich nur aus einem einzelnen Gehöft bestehende – Gemeinde Wormen, auch als Dorf Wormen bezeichnet.
Beide Ortschaften wurden 1874 in den neu errichteten Amtsbezirk Glaubitten (polnisch Głowbity) eingegliedert. Er gehörte zum Kreis Rastenburg im Regierungsbezirk Königsberg in der preußischen Provinz Ostpreußen. Die kleine Landgemeinde Wormen wurde bereits am 17. August 1893 aufgelöst, und die dazugehörigen Grundstücke am 19. Oktober 1893 in den Gutsbezirk Wormen einbezogen. Das so gestaltete „neue“ Wormen zählte am 1. Dezember 1910 insgesamt 94 Einwohner.
Am 30. September 1928 schloss sich der Gutsbezirk Wormen mit dem Gutsbezirk Klein Schrankheim (polnisch Sajna Mała) und der Landgemeinde Groß Schrankheim (polnisch Sajna Wielka) zur neuen Landgemeinde Schrankheim zusammen. Sie bestand bis zum Jahre 1945.
Im Jahre 1945 wurde die Ortschaft Wormen in Kriegsfolge mit dem gesamten südlichen Ostpreußen an Polen überstellt und erhielt die polnische Namensform „Studzieniec“. Heute ist das Dorf Sitz eines Schulzenamtes (polnisch Sołectwo) und somit in den Verbund der Stadt- und Landgemeinde Korsze (Korschen) im Powiat Kętrzyński (Kreis Rastenburg) eingegliedert, bis 1998 der Woiwodschaft Olsztyn, seither der Woiwodschaft Ermland-Masuren zugehörig. Studzieniec zählte 2011 insgesamt 78 Einwohner.

## Kirche
Wormen war bis 1945 in die evangelische Kirche Leunenburg (polnisch Sątoczno) in der Kirchenprovinz Ostpreußen der Kirche der Altpreußischen Union sowie in die katholische Kirche Sturmhübel (polnisch Grzęda) im Bistum Ermland eingepfarrt.
Heute gehört Studzieniec katholischerseits zur Pfarrei Sątoczno (Leunenburg) im jetzigen Erzbistum Ermland, evangelischerseits zur Pfarrei Kętrzyn (Rastenburg) mit den Filialkirchen Barciany (Barten) und Bartoszyce (Bartenstein) in der Diözese Masuren der Evangelisch-Augsburgischen Kirche in Polen.

## Verkehr

### Straße
Studzieniec liegt an einer Nebenstraße, die Prosna (deutsch Prassen) und Kałwągi (Kaltwangen) mit Dłużec Wielki (Groß Langwalde) verbindet.

### Schiene
Studzieniec ist seit dem 30. Juni 2002 vom Bahnverkehr abgekoppelt. Bis dahin war Wormen resp. Studzieniec ab dem 1. November 1867 eine Bahnstation an der Bahnstrecke Głomno–Białystok, die ursprünglich bereits in Königsberg (Preußen) begann. Diese Bahnstrecke wird nur noch von und nach Korsze (Korschen) im Personenverkehr bedient.
Am Bahnhof des damaligen Wormen nahm zwischen 1925 und 1935 eine Fuhrwerksbahn nach Groß Bloßkeim (Błuskajmy Wielkie) ihren Ausgang.